# Adam Ledwoń
Adam Ledwoń était un joueur international polonais de football, né le 15 janvier 1974 à Olesno et décédé le 11 juin 2008 à Klagenfurt.

## Biographie
Adam Ledwoń a mis fin à ses jours par pendaison le 11 juin 2008. c'est son coéquipier Patrick Wolf qui découvre le corps de Ledwoń à son domicile. Il devait ce soir-là rejoindre les membres de son équipe pour une soirée.
Ledwoń était marié et père de trois enfants.

## Carrière

### En équipe nationale polonaise
Le 13 avril 1993, Adam Ledwoń commence sa carrière internationale, face à la Finlande (2-1). Il entre dans la partie à la 77e minute, en lieu et place d'Andrzej Lesiak.
Le 14 juin 1997, il inscrit son premier et unique but contre la Géorgie (4-1), lors des éliminatoires de la coupe du monde 1998.
Il a disputé un total de 18 matches avec l'équipe nationale de Pologne en tant que milieu de terrain.